# Yaté
Yaté ist eine Gemeinde in der Südprovinz in Neukaledonien. 
Die Gemeinde liegt auf der Hauptinsel Grande Terre. Hier liegt der Lac de Yaté, ein zur Stromerzeugung künstlich angelegter Stausee mit einer Größe von etwa 4000 ha. Die Orte der Gemeinde sind: Goro (Yaté)(?), Touaourou(?), Unia (Yaté)(?), Waho und
Yaté (Hauptort).
Die höchste Erhebung ist im Massif de Kouakoué mit 1501 m.

## Bevölkerung
| Einwohner | 1474 | 925  | 1113 | 1365 | 1387 | 1408 | 1554 | 1843 | 1881 | 1747 | 1667 |
| Jahr      | 1956 | 1963 | 1969 | 1976 | 1983 | 1989 | 1996 | 2004 | 2009 | 2014 | 2019 |

## Persönlichkeiten
- Louis Mapou (* 1958), Politiker